# Jeux panaméricains de 1983
Navigation
Édition précédente Édition suivante
Les IXe Jeux panaméricains se déroulent du 14 au 29 août 1983 à Caracas, au Venezuela. 3 426 athlètes représentant 36 nations du continent américain sont présents dans cette compétition.

## Tableau des médailles
- Pays hôte

| Rang  | Nation                 | Or  | Argent | Bronze | Total |
| ----- | ---------------------- | --- | ------ | ------ | ----- |
| 1     | États-Unis             | 137 | 92     | 56     | 285   |
| 2     | Cuba                   | 79  | 53     | 43     | 175   |
| 3     | Canada                 | 18  | 44     | 47     | 109   |
| 4     | Brésil                 | 14  | 20     | 23     | 57    |
| 5     | Venezuela              | 12  | 26     | 35     | 73    |
| 6     | Mexique                | 7   | 11     | 24     | 42    |
| 7     | Argentine              | 2   | 11     | 22     | 35    |
| 8     | Porto Rico             | 2   | 7      | 6      | 15    |
| 9     | Colombie               | 1   | 7      | 13     | 21    |
| 10    | Chili                  | 1   | 3      | 9      | 13    |
| 11    | Pérou                  | 1   | 1      | 6      | 8     |
| 12    | Uruguay                | 1   | 0      | 2      | 3     |
| 13    | Équateur               | 1   | 0      | 0      | 1     |
| 14    | République dominicaine | 0   | 7      | 7      | 14    |
| 15    | Trinité-et-Tobago      | 0   | 1      | 2      | 3     |
| 16    | Bahamas                | 0   | 1      | 0      | 1     |
| 16    | Guatemala              | 0   | 1      | 0      | 1     |
| 18    | Jamaïque               | 0   | 0      | 6      | 6     |
| 19    | Belize                 | 0   | 0      | 1      | 1     |
| 19    | Panama                 | 0   | 0      | 1      | 1     |
| Total | Total                  | 276 | 285    | 303    | 864   |

## Sports
| - Tir à l'arc - Athlétisme - Baseball - Basket-ball - Boxe - Cyclisme - Plongeon - Équitation - Escrime - Football - Gymnastique - Hockey - Judo | - Aviron - Tir - Softball - Sambo - Natation - Natation synchronisée - Tennis de table - Tennis - Volley-ball - Haltérophilie - Lutte - Voile |